# شفاخانه ایندرپرستها آپولو
شفاخانهٔ ایندرپرستها آپولو (بطور خلاصه: شفاخانهٔ آپولو) نام بیمارستانی در شهر دهلی هندوستان است. این بیمارستان که زیر مجموعه‌ای از گروه بیمارستانی آپولو است در محله سریتا ویهار در جنوب شهر دهلی واقع شده‌است. این بیمارستان دومین بیمارستان بزرگ دهلی است.
شفاخانهٔ آپولو در سالهای اخیر مورد استقبال بیمارانی بوده‌است که از کشور افغانستان جهت مداوا به هند می‌آیند.